# Руан Пабло
Руа́н Па́бло Барбо́за Со́уза (порт.-браз. Ruan Pablo Barbosa Sousa; родился 23 июля 2008, Бразилия) — бразильский футболист, нападающий клуба «Баия».

## Клубная карьера
Воспитанник клуба «Баия». 23 июля 2024 года Руану Пабло исполнилось 16 лет, и он подписал свой первый профессиональный контракт с «Баией» до 2027 года с отступными в 200 млн евро. 24 июля 2024 года он дебютировал за основную команду клуба в матче чемпионата Бразилии против «Атлетико Гоияниенсе», став самым молодым дебютантом в истории «Баии».